# Панченко, Кирилл Маратович
Кирилл Маратович Панченко (22 января 1960, Раменское — 6 августа 2014, Севастополь) — российский театральный режиссёр. Заслуженный артист Российской Федерации (1998), заслуженный артист Украины (2002). Один из создателей Московского драматического театра на Перовской.

## Биография
Родился в г. Раменское Московской области. В 1974 году поступил в театральную студию, организованную Олегом Павловичем Табаковым. В 1976 году поступил на актёрский факультет ГИТИСа им. А. В. Луначарского (курс Табакова О. П.). Среди сокурсников — Виктор Никитин, Михаил Хомяков, Сергей Газаров, Василий Мищенко, Елена Майорова, Александр Марин, Анна Гуляренко, Нина Нижерадзе, Игорь Нефёдов, Мария Овчинникова, Алексей Селивёрстов. Педагоги на курсе — Олег Табаков, Валерий Фокин, Владимир Поглазов, Сергей Сазонтьев, Авангард Леонтьев, Константин Райкин.
В 1978 году ушёл из ГИТИСа и поступил в Театральное училище им. Б. В. Щукина при Государственном академическом театре имени Евг. Вахтангова на дневное режиссёрское отделение. Руководители курса — Евгений Симонов и Владимир Эуфер, педагоги на курсе — Александр Поламишев, Марианна Тер-Захарова, Людмила Ставская. Среди однокурсников — Михаил Борисов, Юрий Попов, Евгений Князев (актёрская группа), Андрей Житинкин (актёрская группа).
Режиссёрский диплом защитил в 1983 году спектаклем «Всё в саду» Эдварда Олби, поставленным на сцене чебоксарского Государственного ордена «Знак почёта» Русского драматического театра, в котором до 1986 года работал очередным режиссёром.
С 1986 по 1987 год — стажировался в Государственном академическом театре имени Евг. Вахтангова (руководитель стажировки Рубен Симонов), а затем в Московском академическом театре имени Вл. Маяковского (руководитель стажировки Андрей Гончаров).
Вдова  Галина  Александровна Чигасова, заслуженная артистка России, ведущая актриса Московского драматического театра на Перовской. 

### Создание Московского драматического Театра на Перовской
В период стажировки Кирилл Панченко задумывается о создании собственного театра, история которого начинается с создания Любительского объединения «Театр-лаборатория» Новогиреево (1987 год).
В качестве соратников в организации нового театра выступили Панченко Андрей Маратович (директор), Никитин Виктор Андреевич (актёр), Чигасова Галина Александровна (актриса), Лаптева Любовь Алексеевна (художник по костюмам), Белов Сергей Алексеевич (художник) и другие.
Впоследствии Любительское объединение «Театр-лаборатория» Новогиреево было реорганизовано в Драматический театр-студию на Перовской (1989 год). В 1992 году на её основе был учрежден муниципальный Драматический театр на Перовской. А в 1993 году на базе этого коллектива решением экспертного совета Комитета по культуре Москвы Московский драматический Театр на Перовской вошёл в структуру Комитета по культуре Москвы как государственная некоммерческая организация культуры.

### Творческое кредо
Первым спектаклем Кирилла Панченко, с которого Театр на Перовской отсчитывает свою историю, стала постановка «Фрёкен Жюли» по пьесе Августа Стриндберга. Фрёкен Жюли сыграла актриса Галина Чигасова, Жана — актёр Виктор Никитин.
Среди других спектаклей режиссёра, которыми он заявил о своём художественном направлении, «Панночка» Н. Садур, «Сказка о мёртвой царевне» Н. Коляды, «Голос из ничто» и «Ночной пришелец или Свадьба с незнакомцем» Ю. Мамлеева, «Святополк Окаянный» В. Романова, «Димитрий Самозванец» А. Сумарокова и т. д.
Свою художественную идеологию и творческое кредо Кирилл Панченко сформулировал в интервью «Беря в руки пьесу, чувствую себя учеником…» в газете «Правда»:
«Она очень проста и опирается на идеи, сформулированные в начале века Владимиром Ивановичем Немировичем-Данченко. Он говорил, что художественный театр — это прежде всего театр авторский. Я считаю, это и есть естественное состояние театра. Сколько бы книг не было написано по этому поводу, сколько бы копий ни было сломано, мы не можем не считаться с тем, что существует прямая наша зависимость от того материала, с которым мы работаем. В любом случае сначала мы пишем на афише автора пьесы, а уже потом режиссёра, актёров, художника и… Стало быть, единственное и естественное состояние театра — подчинять себя тому миру, в котором живёт автор. И в этом смысле мы оказываемся несколько богаче, чем любой театр, стремящийся „осовременить“ классиков».
Именно поэтому среди постановочных приоритетов режиссёра Кирилла Панченко — русская и зарубежная классика: произведения Александра Островского, Николая Гоголя, Александра Пушкина, Михаила Лермонтова, Фёдора Достоевского, Дениса Фонвизина, Михаила Салтыкова-Щедрина, Александра Грибоедова, Аристофана, Уильяма Шекспира, Жана-Батиста Мольера, Августа Стриндберга.
Одним из этапных в творчестве режиссёра Кирилла Панченко стал спектакль «Лес» Александра Островского, поставленный в 1996 году. Роль Гурмыжской в нём сыграла Заслуженная артистка УССР Светлана Загородняя, Улиту — Заслуженная артистка России Галина Чигасова, Счастливцева — Народный артист России Виктор Никитин. Спектакль «Лес» принес Кириллу Панченко почетное звание лауреата Премии Москвы в области литературы и искусства.
Алла Люден в своей статье «Сенсационная классика в Перове» в журнале «Век ХХ и мир» пишет: «Панченко понял, что огромное богатство русского театра остается за пределами нашего внимания. (…) В Театре на Перовской не просто реализуют то, что было принято во времена Сумарокова, Островского, других классиков, важно другое: здесь публике дают возможность понять, на что опираются сегодняшние театральные традиции. Это важно не только для данного театра, но и для всех нас, потому что таким образом мы познаем часть своей культуры, своей истории».

### Украинская экспериментальная студия «Травень»
С целью изучения и пропаганды традиций украинского музыкально-драматического театра в 2000 году в структуре Театра на Перовской была создана Украинская экспериментальная студия «Травень».
Основной задачей студии режиссёр Кирилл Панченко задекларировал обращение к национальным традициям украинского театрально-исполнительского искусства и поиски эквивалентных выразительных средств в арсенале современного драматического театра.
В рамках исследовательско-творческой работы в Украинской экспериментальной студии «Травень» Кирилл Панченко осуществил постановки спектаклей «Мина Мазайло» М. Кулиша (2000), «Сватанье на Гончаровке» (2002) Г. Квитка-Основьяненко, «Москаль-чародей» И. Котляревского (2003), «Шельменко-денщик» (2006) Г. Квитка-Основьяненко, а также при участии студии — «Тарас Бульба» Н. Гоголя (2004).

### Международная деятельность
Ориентируясь на развитие и взаимообогащение театральных культур славянских народов, в 1993 году Кирилл Панченко осуществляет в Театре на Перовской постановку спектакля «Панихида» по пьесе современного черногорского драматурга Будимира Дубака. С этим спектаклем в 1994 году Театр на Перовской принимает участие в Международном театральном фестивале «Стерийно позорье» в Нови Саде, где завоёвывает Большую золотую медаль фестиваля.
В 1995 году Кирилл Панченко осуществляет постановку спектакля «Лес» Александра Островского в Ужичко народно позориште (г. Ужице, Сербия).
В 2006 году он ставит «Маскарад» Михаила Лермонтова в Народен Театар Штип (г. Штип, Македония).
В 2002 году в рамках культурного обмена между столицами России и Молдовы Кирилл Панченко осуществил постановку спектакля «Горе от ума» Александра Грибоедова на сцене Русского драматического театра имени А. Чехова в Кишинёве.
Среди других постановок режиссёра за рубежом — «Александр» Ю. Рогозина в Житомирском академическом украинском музыкально-драматическом театре имени И. Кочерги (2000 год, Житомир, Украина); «Бригадир» Д. Фонвизина в Белорусском государственном молодёжном театре (2005 год, Минск, Беларусь) и «Не такой, как все» А. Слаповского в Гомельском городском экспериментальном молодёжном театре-студии — (Гомель, Беларусь).

### Работа в Тамбовском драматическом театре
В 2006 году осуществил постановку «Хомо эректус» Юрия Полякова на сцене Тамбовского драматического театра, после чего был приглашен на должность главного режиссёра театра.
С 2006 по 2009 годы совмещал работу в качестве художественного руководителя в Театре на Перовской и Тамбовском областном драматическом театре, где осуществил ряд постановок по произведениям русской и зарубежной драматургии.

## Награды
- Медаль «В память 850-летия Москвы» (1997).
- Заслуженный артист Российской Федерации (31 августа 1998 года) — за заслуги в области искусства[2]
- Благодарность Министра культуры Российской Федерации от 28 октября 2002 года.
- Заслуженный артист Украины (6 декабря 2002 года) — за весомый личный вклад в развитие украинско-российского сотрудничества, активное участие в обеспечении проведения Года Украины в Российской Федерации[3]
- Орден «За службу Родине». Протокол № 2 — 0014 Московского объединения ветеранов локальных войн и военный конфликтов от 25 декабря 2009 года.
- Медаль ордена «За заслуги перед Отечеством» II степени (28 июля 2011 года) — за большие заслуги в развитии отечественной культуры и искусства, многолетнюю плодотворную деятельность[4]

## Постановки на сцене Московского драматического Театра на Перовской
- 1987 — «Фрёкен Жюли» А. Стриндберга. Художник С. Белов
- 1988 — «Здесь живут люди» А. Фугарда. Художник С. Белов
- 1988 — «Ужин на пятерых» Э. Ветемаа. Художник Г. Фёдорова
- 1988 — «Анчутка» Б. Метальникова. Художник Г. Фёдорова
- 1990 — «Панночка» Н. Садур. Художник Г. Фёдорова
- 1991 — «Два клёна» Е. Шварца. Художник Г. Фёдорова
- 1991 — «Компаньонка» М. Волохова. Художник Г. Фёдорова
- 1991 — «Голос из ничто» Ю. Мамлеева
- 1991 — «Сказка о мёртвой царевне» Н. Коляды. Художник Е. Романова
- 1991 — «Кот в сапогах» Ш. Перро. Художник Е. Романова
- 1992 — «Карлик» П. Лагерквиста. Художник Е. Романова
- 1992 — «Теорема Сартра» по Ж.-П. Сартру. Художник Е. Романова
- 1992 — «Свои люди — сочтемся» А. Островского. Художник Е. Романова
- 1992 — «Хоббит» В. Мирского. Художник Е. Романова
- 1993 — «Тайна заколдованного портрета» М. Панфиловой-Рыжковой. Художник Е. Романова
- 1993 — «По секрету всему свету» В. Шульжика. Художник Е. Романова
- 1994 — «Панихида» Б. Дубака. Художник Е. Романова
- 1994 — «Мы» по Е. Замятину, Дж. Оруэллу, Ф. Достоевскому
- 1994 — «На бойком месте» А. Островского. Художник Е. Романова
- 1995 — «Мина Мазайло» М. Кулиша. Художник С. Белов
- 1995 — «Святополк Окаянный» В. Романова. Художник Е. Романова
- 1996 — «Две стрелы» А. Володина. Художник Е. Романова
- 1996 — «Лес» А. Островского. Художник Е. Романова
- 1997 — «Александр» Ю. Рогозина. Художник Е. Романова
- 1997 — «Димитрий Самозванец» А. Сумарокова. Художник Е. Романова
- 1997 — «Бригадир» Д. Фонвизина. Художник Ю. Попов
- 1998 — «Срок проживания окончен» М. Варфоломеева. Художник Н. Буколова
- 1998 — «Ночной пришелец или Свадьба с незнакомцем» Ю. Мамлеева. Художник Е. Романова
- 1998 — «Дураков по росту строят» Н. Коляды. Художник Е. Романова
- 1999 — «Азмун — серебряное копьё» В. Шульжика. Художник Е. Романова
- 1999 — «Пушкин (из собрания сочинений)» по А. Пушкину. Художник Е. Романова
- 1999 — «Лисистрата» Аристофана. Художник Е. Романова
- 2000 — «Дневник эфемерной жизни» А. Дьяченко. Художник В. Ахмедова
- 2000 — Всё в саду" Э. Олби. Художник Е. Романова
- 2000 — «Мина Мазайло» М. Кулиш. Художник С. Дененмарк
- 2001 — «Свободная пара» Д. Фо, Ф. Раме
- 2002 — «Сватанье на Гончаровке» Г. Квитка-Основьяненко. Художник Е. Романова
- 2002 — «Святополк» В. Романова. Художник Е. Романова
- 2003 — «Тартюф» Ж.-Б. Мольера. Художник Е. Романова
- 2003 — «Москаль-чародей» И. Котляревского. Художник М. Карягин
- 2004 — «Тарас Бульба» Н. Гоголя. Художник М. Карягин
- 2004 — «Оркестр» Ж. Ануйя. Художник М. Карягин
- 2004 — «Село Степанчиково и его обитатели» Ф. Достоевского. Художник М. Карягин
- 2005 — «Не покидай меня…» А. Дударева. Художник М. Карягин
- 2005 — «Недоросль» Д. Фонвизина. Художник М. Карягин
- 2006 — «Кошкин дом» С. Маршака. Художник М. Карягин
- 2006 — «Ночь Гельвера» И. Вилквиста. Художник М. Карягин
- 2006 — «Шельменко-денщик» Г. Квитка-Основьяненко. Художник Г. Белкин
- 2006 — «Чудо Святого Антония» М. Метерлинка. Художник М. Карягин
- 2007 — «Не такой, как все» А. Слаповского
- 2007 — «Семья» М. Салтыкова-Щедрина. Художник Е. Романова
- 2007 — «Без вины виноватые» А. Островского. Художник М. Карягин
- 2008 — «Ромео и Джульетта» У. Шекспира. Художник М. Карягин
- 2008 — «Дочки-матери» А. Марданя. Художник Г. Белкин
- 2009 — «Маскарад» М. Лермонтова. Художник Г. Белкин
- 2009 — «Виновата ли я?». Художник Ю. Попов
- 2010 — «Фрёкен Жюли» А. Стриндберга. Художник М. Карягин
- 2010 — «Клопы» по В. Маяковскому
- 2011 — «Ромео и Джульетта» У. Шекспира. Художник М. Карягин
- 2011 — «Его донжуанский список» В. Красногорова. Художник Г. Белкин
- 2011 — «Горе от ума» А. Грибоедова. Художник Г. Белкин
- 2011 — «Шестое чувство» по Н. Гумилёву
- 2011 — «В ожидании Его» М. Хейфеца. Художник О. Фадеева
- 2011 — «Волшебная сила добра» по мотивам русских народных сказок. Художник В. Донсков
- 2012 — «Царевна-лягушка» Г. Соколовой. Художник М. Карягин
- 2012 — «Ревизор» Н. Гоголя. Художник А. Володёнков
- 2012 — «Пиковая дама» А. Пушкина (совместно с В. Генрихом). Художник А. Володёнков.

## Постановки в других театрах
- 1982 — «Царь-водокрут» Е. Шварца — Республиканский русский драматический театр, Чебоксары, Чувашская АССР
- 1983 — «Всё в саду» Э. Олби — Республиканский русский драматический театр, Чебоксары, Чувашская АССР
- 1983 — «Любовь и голуби» В. Гуркина — Республиканский русский драматический театр, Чебоксары, Чувашская АССР
- 1984 — «Анчутка» Б. Метальникова — Республиканский русский драматический театр, Чебоксары, Чувашская АССР
- 1994 — «Шрамы» Е. Шабана — Республиканский русский драматический театр, Чебоксары, Чувашская АССР
- 1984 — «Когда б имел златые горы…» А. Марина, В. Зуева — Республиканский русский драматический театр, Чебоксары, Чувашская АССР
- 1985 — «Я — женщина» В. Мережко — Республиканский русский драматический театр, Чебоксары, Чувашская АССР
- 1985 — «Красная шапочка» Е. Шварца — Республиканский русский драматический театр, Чебоксары, Чувашская АССР
- 1985 — «Димка-невидимка» Л. Коростылёва, В. Львовского — Томский областной драматический театр, Томск
- 1986 — «По соседству мы живём…» С. Лобозёрова — Республиканский русский драматический театр, Чебоксары, Чувашская АССР
- 1988 — «Золотой человек» В. Гуркина — Московский драматический Театр на Малой Бронной, Москва
- 1995 — «Лес» А. Островского — Ужичко народно позориште, Ужице, Сербия
- 1998 — «Сердце не камень» А. Островского — Кинешемский драматический театр имени А. Островского
- 2000 — «Александр» Ю. Рогозина — Житомирский академический украинский музыкально-драматический театр имени И. Кочерги, Житомир, Украина
- 2002 — «Горе от ума» А. Грибоедова — Русский драматический театр имени А. Чехова, Кишинёв, Молдова
- 2002 — «Воспитанница» А. Островского — Дзержинский театр драмы, Дзержинск
- 2003 — «Романтики» Э. Ростана — Дзержинский театр драмы, Дзержинск
- 2004 — «Дураков по росту строят» Н. Коляды — Республиканский русский драматический театр, Чебоксары, Чувашская АССР
- 2005 — «Бригадир» Д. Фонвизина — Белорусский государственный молодежный театр, Минск, Беларусь
- 2006 — «Не такой как все» А. Слаповского — Гомельский городской экспериментальный молодёжный театр-студия, Гомель, Беларусь
- 2006 — «Хомо эректус» Ю. Полякова — Тамбовский драматический театр, Тамбов
- 2006 — «Маскарад» М. Лермонтова — Народен Театар Штип, Штип, Македония
- 2007 — «На бойком месте» А. Островского — Тамбовский драматический театр, Тамбов
- 2007 — «Муха-цокотуха» К. Чуковского — Тамбовский драматический театр, Тамбов
- 2007 — «Свободная пара» Д. Фо, Ф. Раме — Тамбовский драматический театр, Тамбов
- 2007 — «Не покидай меня…» А Дударева — Тамбовский драматический театр, Тамбов
- 2008 — «Красная Глинка» Ю. Андрийчука — Тамбовский драматический театр, Тамбов
- 2008 — «Любовь — книга золотая» А. Толстого — Тамбовский драматический театр, Тамбов
- 2009 — «Фрёкен Жюли» А. Стриндберга — Тамбовский драматический театр, Тамбов
- 2009 — «Горе от ума» А. Грибоедова — Тамбовский драматический театр, Тамбов
- 2010 — «Не покидай меня…» А. Дударева — Брянский государственный театр драмы им. А. К. Толстого, Брянск
- 2012 — «Волки и овцы» А. Островского — Сарапульский драматический театр, Сарапул